# Margarethen- und Judithkirche
Die Margarethen- und Judithkapelle (polnisch św. Małgorzaty i św. Judyty) in Krakau ist eine katholische Holzkirche an der ul. św. Bronisławy 8 im Stadtteil Tiergarten. Sie liegt gegenüber der Salvatorkirche auf der westlichen Straßenseite. Sie ist Teil des kleinpolnischen Holzarchitekturwegs.

## Geschichte
Ebenso wie die Salvatorkirche geht die Margarethen- und Judithkapelle auf eine heidnische Kultstätte an dieser Stelle zurück. Die Kapelle brannte 1587 und 1656 ab. Der gegenwärtige Bau wurde 1689 bis 1690 errichtet. Die Kapelle besaß ursprünglich drei barocke Altäre die jeweils der Heiligen Margarethe, der Heiligen Judith und der Heiligen Helena geweiht waren. Derzeit befinden sich Altäre in der Kapelle, die ursprünglich für die Salvator- und die Adalbertkirche geschaffen wurden.